# Africactenus agilior
Africactenus agilior is een spinnensoort uit de familie van de kamspinnen (Ctenidae).
De wetenschappelijke naam van de soort werd in 1899 als Ctenus agilior gepubliceerd door Reginald Innes Pocock.